# 러닝메이트
러닝메이트(Running mate)는 선거 기간 공동 표로 다른 사람과 함께 출마하는 사람이다. 이 용어는 하위 위치에 있는 사람(예: 대통령 후보와 함께 출마하는 부통령 후보)에 있는 사람과 관련하여 가장 자주 사용되지만 조 바이든과 카멀라 해리스, 우후루 케냐타와 윌리엄 루토는 각각 2020년 미국과 2013년 케냐에서 치러지는 대통령 선거와 관련해 러닝메이트로 활약했다.
러닝메이트는 지리적, 이데올로기적 또는 개인적으로 표의 균형을 맞추기 위해 관습이나 법률에 따라 선택될 수 있다. 각 기준에 대한 이러한 관습의 예는 지리적으로 나이지리아 총선에서 주로 기독교인이 많은 남부의 대통령 후보가 일반적으로 이슬람교도가 많은 북부의 부통령 후보와 짝을 이루고 그 반대의 경우도 마찬가지이다. 2010년과 2014년 브라질 총선에서 좌파 노동당의 지우마 호세프가 중도우파 브라질민주운동당의 미셸 테메르와 나란히 출마했고, 개인적으로는 두 후보가 모두 출마한 2016년 불가리아 대선이 있었다. 두 번째 투표에서 루멘 라데프와 체츠카 차체바(Tsetska Tsacheva)는 이성 러닝 메이트를 가졌다. 목표는 표에 대한 보다 광범위한 호소력을 만드는 것이며 그 결과는 결과적으로 두 후보가 더 많은 사람들에게 호소하도록 돕는 것에서부터 처음에는 출마하는 후보에게 투표할 의향이 있었지만 러닝메이트 선택으로 이행했다.
이 용어는 일반적으로 예비 부통령과 관련하여 대통령과 부통령 직책이 동일한 표로 직접 선출되는 국가에서 사용된다. 그러나 필리핀과 (명목상) 키프로스와 같이 대통령과 부통령이 별도의 표로 선출되는 국가가 있으며 이로 인해 서로 다른 정당 출신이 되는 경우가 많다. 대통령 직위는 1987년에 복원되었으며, 2004년과 2022년에 같은 표에서 대통령과 부통령이 선출된 것은 단 두 번뿐이었다. 또한 보츠와나와 베네수엘라와 같은 다른 국가에서는 부통령이 합법적으로 대통령에 의해 임명된다.
별도의 선거와 임명의 경우 대통령과 부통령은 같은 표로 선출되지 않기 때문에 러닝메이트로 간주되지 않는다.